# O1G

Az O1G mém grafikus szimbóluma

Az O1G az Orbán Viktor vezette negyedik Orbán-kormány elleni ellenzéki tiltakozások egyik jelképévé vált mém. Az O1G szlogen betű szerinti jelentése: „Orbán egy geci”. A mondat forrása Simicska Lajos trágár kiszólása, mely Nagy József újságíró elhíresült 2015-ös villáminterjúja során hangzott el.
Guy Verhofstadt, az Európai Parlament liberális frakciójának vezetője is felhasználta egyik idegen nyelvű Twitter üzenetének szövegtörzsében a #O1G hashtaget.
A közterületen graffitiként is megjelenő „Orbán egy geci” feliratot a Fővárosi Közterület-fenntartó Zrt. szélsőséges politikai tartalmú vagy közízlést sértő falfirkának minősítette és az egyik frekventált helyről (a Margit híd lábáról) eltüntette. A felirat szórványosan vidéken is fel-felbukkant: pl. a makói Fidesz-iroda frissen mázolt falát is összefújták.

## Eredete
A kifejezés eredete a köztudatba G-napként bekerült eseményre vezethető vissza, amikor 2015-ben Simicska Lajos és Orbán Viktor miniszterelnök kapcsolata a nyilvánosság számára is láthatóan megromlott. Az addig kormánypártinak tartott médiaérdekeltségek vezetői sorban beadták felmondásukat, majd a feldühödött Simicska több hírportálnak adott interjúban is kijelentette, hogy „Orbán Viktor is egy geci”. A konfliktus hátterében az állhatott, hogy a kormány a reklámadóval akkor már a kormánykritikus RTL Klub mellett a Simicska tulajdonában lévő Hír TV-t és más – reklámozással foglalkozó – cégeit is sújtotta, ami miatt Simicska vitába keveredett a Fidesz vezetésével, valamint amiatt, hogy Orbán egyre nyíltabban állt ki Magyarország oroszok általi ellenőrzése mellett. Kettejük összetűzése, mely Orbán–Simicska-konfliktus néven vált ismertté, nyílt politikai és médiaháborúhoz vezetett.
2017 őszén a mém születésének folyamatában egy fontos esemény volt, amikor Simicska Lajos egy Soros-ellenes óriásplakátra fújta rá nagybetűkkel, rikító sárga festékkel az „ORBÁN EGY GECI!” mondatot.

## Szimbóluma

Az O1G mém egyik variációja

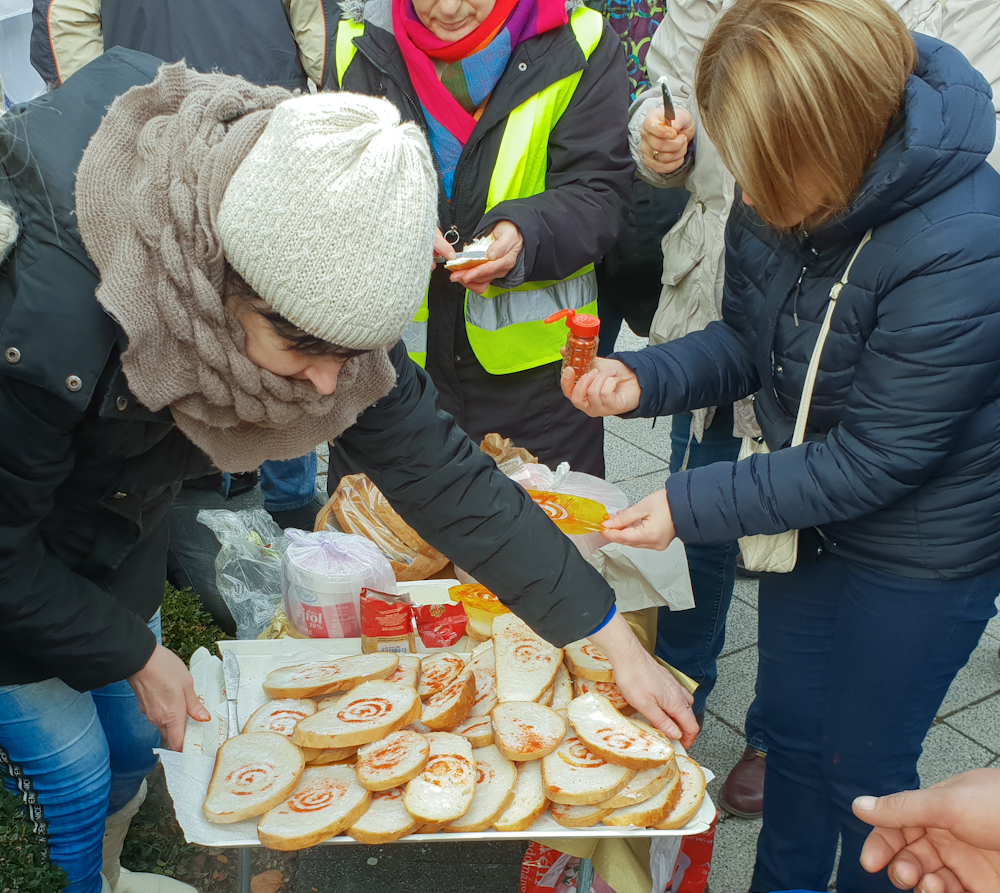
O1G feliratú zsíroskenyér osztása a Gundel étterem előtt a 2019. január 19-i tüntetésen

A rövidítés (O1G) először 2017 decemberében tűnt fel az interneten, majd később indult útjára a 444.hu kommentszekciójából egy „szalonképesebb”, egyszerűsített szimbólum, melyet 2018 elején a korábbi graffitis akcióiról hírhedtté vált „A Budai Simicska” művésznevű ismeretlen alkotó kezdett el Facebook- és Tumblr-oldalain terjeszteni. Később a sértett művész elhatárolódott a mémet felhasználó ellenzéki pártoktól és politikusaiktól. A 2018. decemberi tüntetéshullám hatására az O1G szimbólumot a legkülönfélébb helyeken kezdték használni tiltakozásul a rendszer ellen: sokan Facebook-profiljukra tették ki, de újra megjelentek a feliratok bankjegyeken, mézeskalácson, pénzérmék oldalain, transzparenseken, kivetítőkön, járdafeliratként, valamint felnőtt- és gyermekpólókon is. A mémmé vált betűszót egyre több közéleti szereplő kezdte politikai véleménynyilvánításra használni, például Guy Verhofstadt belga politikus, a Liberálisok és Demokraták Szövetsége Európáért frakcióvezetője is.

### Mint védjegybejelentés tárgya
A sajtó 2019. január 7-én adta hírül, hogy valaki védjegyoltalmat kért az O1G rövidítésre. A Szellemi Tulajdon Nemzeti Hivatalának védjegyadatbázisából megállapítható, hogy az O1G szóra (nem az O1G szimbólum ábrájára) védjegybejelentés érkezett 2018. december 20-án egy budapesti lakostól. Az M1803833 ügyszámú védjegybejelentés árujegyzéke:
25. áruosztály: Ruházati cikkek, cipők, kalapáruk.
41. osztály: Nevelés; szakmai képzés; szórakoztatás; sport- és kulturális tevékenységek.
43. osztály: Vendéglátás (élelmezés); időleges szállásadás.

## Elterjedése
Terjedése felgyorsult, amikor a kormány az Országgyűlés elé terjesztette javaslatát a munkaidő-szervezéssel és a munkaerő-kölcsönzés minimális kölcsönzési díjával összefüggő egyes törvények módosításáról, de a 2018. évi CXVI. törvény elfogadása és kihirdetése rendkívüli ellenállásba ütközött. Az O1G mém terjedése, hasonlóan más kormányellenes internetes mémekhez, elsősorban a különböző magyar ellenzéki politikai közösségekben számottevő.
A 2018. decemberi kormányellenes tüntetéssorozat is nagyban hozzájárult a rövidítés elterjedéséhez, ugyanis a kormányellenes megmozdulások alkalmával különféle formáiban alkalmazták az O1G szlogent.

## Megjelenése a popkultúrában
A HétköznaPI CSAlódások nevű punkegyüttes Geciország című száma a 2017-es Nihilista Rock 'N' Roll albumon jelent meg, és az elhíresült „Orbán egy geci” mondatra épül.
A WNTS nevű együttes is megemlékezett a híres kifejezésről Köszmédia című számában.

## Egyéb jelentések, paródiák, félreértelmezések, átértelmezések
A szimbólum elterjedését követően pár napon belül mémek is megjelentek a témában, melyek a rövidítés egyéb feloldását kínálták, de születtek egyéb átértelmezések is, mint amilyen Lukácsi Katalin angol nyelvű „Only One God” megoldása vagy a „NER-konform” „Only 1 Genius” (a. m. csak egy géniusz [van]) variáció.
A magyarországi mém 2017-es felbukkanása előtt is használták már az O1G rövidítést egy nagyon hasonló grafikai megoldással, de teljesen más értelmezésben: „Only One Gamer”.

## Jogi értelmezések
Schiffer András ügyvéd, volt országgyűlési képviselő a Figyelő felvetésére (a Bayer-Hadházy ügy bírósági ítéletére reagálva) valószínűsíti, hogy amennyiben Orbán Viktor beperelné a minősítésére használt fordulatot használókat, akkor a Bayer Zsolt publicistát elmarasztaló határozat logikáját követve a magyar bíróság csak a miniszterelnöknek adhatna igazat. Hont András közíró szerint a bírósági ítélet rossz hír: „Ez az ítélet jó eséllyel elveszi tőle [a polgároktól] ezt az eszközt. Innentől egy szót nem szólhatunk, ha Orbán Viktor minden O1G-ért perel. Még a kifejezés is azonos.”
A vélemények előzménye, a Bayer-Hadházy ügy, amelyben Bayer Zsolt publicista egy nyilvános fórumon felvetette, hogy Hadházy Ákos és Szél Bernadett ellenzéki politikussal kapcsolatban más tüntetők hasonlóan gyalázkodhatnának: "Hadházy geci, Szél Detti nyeli". Hadházy Ákos feljelentését követően a magyar bírósági ítélet indoklásában megállapította a becsmérlő és trágár kifejezésről, illetve a képviselőtársával való különösen megalázó párhuzamba állításról, hogy „A kifejezés jelentős nyilvánosság előtti használata pusztán az érintett megalázását, emberi mivoltának sárba tiprását eredményezi. Semmiféle kritikaként, társadalmilag általánosan elfogadott véleményként értelmezhető jelentése nincs”. Az ítéletből az is kiderül, hogy Bayer egy másik gyalázkodása esetén viszont nem állapították meg az emberi méltóság megsértését: „Nem pusztán gyalázkodás volt, hanem egy konkrét politikai tevékenységét kifogásolta a maga stílusában”. (Bayer a pénzbüntetés mellett kiszabott bocsánatkéréssel kapcsolatban megjegyezte: „addig nem hozza nyilvánosságra, ameddig […Hadházy] nem kér bocsánatot Orbán Viktor miniszterelnöktől, és nem határolódik el az O1G logótól”.)